# Бучумі (Селаж)
Бучумі (рум. Buciumi) — село у повіті Селаж в Румунії. Адміністративний центр комуни Бучумі.
Село розташоване на відстані 374 км на північний захід від Бухареста, 15 км на південь від Залеу, 51 км на північний захід від Клуж-Напоки.

## Населення
За даними перепису населення 2002 року у селі проживали 1375 осіб.
Національний склад населення села:
| Національність | Кількість осіб | Відсоток |
| -------------- | -------------- | -------- |
| румуни         | 1237           | 90,0%    |
| цигани         | 138            | 10,0%    |

Рідною мовою назвали:
| Мова      | Кількість осіб | Відсоток |
| --------- | -------------- | -------- |
| румунська | 1366           | 99,3%    |
| циганська | 9              | 0,7%     |